# Sondre Liseth
Sondre Liseth (Bergen, 30 settembre 1997) è un calciatore norvegese, centrocampista o attaccante del Górnik Zabrze.

## Carriera

### Club
Liseth è cresciuto nelle giovanili del Gneist. Ha debuttato in prima squadra con questa maglia, in 4. divisjon: l'11 aprile 2014 è stato infatti titolare nella vittoria interna per 7-1 sul Radøy/Manger. Il 26 aprile seguente ha trovato il primo gol, contribuendo al successo per 3-4 in casa dell'Osterøy.
Ad agosto 2015, Liseth è stato tesserato dal Fana, compagine all'epoca militante in 2. divisjon. Il debutto con questa casacca è arrivato il 2 agosto, quando è stato titolare nella sconfitta per 8-3 in casa del Vindbjart. Il 29 agosto ha siglato le prime reti, con una doppietta ai danni dell'Odda che ha permesso il successo in trasferta della sua squadra col punteggio di 1-2.
Il 9 gennaio 2018 è stato ufficializzato il suo passaggio al Nest-Sotra, in 1. divisjon: ha firmato un contratto biennale con il nuovo club. Il 2 aprile seguente ha disputato il primo incontro in squadra, subentrando a Joachim Edvardsen nella partita persa per 3-1 in casa dell'Åsane. Il 6 maggio ha siglato la prima rete, nella vittoria per 4-1 arrivata sul Levanger.
Il 23 dicembre 2018 è stato reso noto il passaggio di Liseth al Mjøndalen, squadra ai tempi militante in Eliteserien: il giocatore ha siglato un accordo triennale. Ha esordito con questa maglia il 30 marzo 2019, schierato titolare nella sconfitta per 2-0 sul campo del Vålerenga. Il 4 maggio ha trovato il primo gol, che ha sancito il successo per 1-0 contro lo Stabæk.
Il 22 marzo 2021, Liseth è stato tesserato dall'Haugesund, per cui ha firmato un contratto fino al 31 dicembre 2024. Il debutto è arrivato il 16 maggio, nel pareggio per 0-0 arrivato in casa del Sarpsborg 08. Il 13 giugno ha realizzato il primo gol, nella sconfitta per 2-1 subita contro il Lillestrøm.
A partire da gennaio 2022, Liseth ha subito diversi infortuni alla caviglia, che lo hanno tenuto lontano dai campi da gioco per molti mesi. Non ha giocato alcun incontro ufficiale fino al mese di luglio, quando è stato reso noto che il giocatore avrebbe dovuto affrontare un intervento chirurgico per risolvere la situazione, saltando di fatto l'intera stagione 2022. È tornato a calcare i campi da gioco, seppure in amichevole, a febbraio 2023.
Il 14 gennaio 2025 è stato ufficialmente ingaggiato dai polacchi del Górnik Zabrze: ha firmato un contratto valido fino al successivo 31 dicembre e ha scelto di vestire la maglia numero 23.

## Statistiche

### Presenze e reti nei club
Statistiche aggiornate al 19 gennaio 2025.
| Stagione         | Club             | Campionato       | Campionato | Campionato | Coppe nazionali | Coppe nazionali | Coppe nazionali | Coppe continentali | Coppe continentali | Coppe continentali | Supercoppe | Supercoppe | Supercoppe | Totale | Totale |
| Stagione         | Club             | Comp             | Pres       | Reti       | Comp            | Pres            | Reti            | Comp               | Pres               | Reti               | Comp       | Pres       | Reti       | Pres   | Reti   |
| ---------------- | ---------------- | ---------------- | ---------- | ---------- | --------------- | --------------- | --------------- | ------------------ | ------------------ | ------------------ | ---------- | ---------- | ---------- | ------ | ------ |
| 2014             | Gneist           | 4D               | 13         | 3          | CN              | 0               | 0               | -                  | -                  | -                  | -          | -          | -          | 13     | 3      |
| gen.-lug. 2015   | Gneist           | 4D               | 11         | 10         | CN              | 0               | 0               | -                  | -                  | -                  | -          | -          | -          | 11     | 10     |
| Totale Gneist    | Totale Gneist    | Totale Gneist    | 24         | 13         |                 | 0               | 0               |                    | -                  | -                  |            | -          | -          | 24     | 13     |
| ago.-dic. 2015   | Fana             | 2D               | 10         | 2          | CN              | -               | -               | -                  | -                  | -                  | -          | -          | -          | 10     | 2      |
| 2016             | Fana             | 2D               | 24         | 10         | CN              | 2               | 1               | -                  | -                  | -                  | -          | -          | -          | 26     | 11     |
| 2017             | Fana             | 2D               | 19         | 8          | CN              | 1               | 0               | -                  | -                  | -                  | -          | -          | -          | 20     | 8      |
| Totale Fana      | Totale Fana      | Totale Fana      | 53         | 20         |                 | 3               | 1               |                    | -                  | -                  |            | -          | -          | 56     | 21     |
| 2018             | Nest-Sotra       | 1D               | 27+1       | 8+0        | CN              | 3               | 1               | -                  | -                  | -                  | -          | -          | -          | 31     | 9      |
| 2019             | Mjøndalen        | ES               | 24         | 3          | CN              | 5               | 1               | -                  | -                  | -                  | -          | -          | -          | 29     | 4      |
| 2020             | Mjøndalen        | ES               | 27+1       | 4+0        | -               | -               | -               | -                  | -                  | -                  | -          | -          | -          | 28     | 4      |
| Totale Mjøndalen | Totale Mjøndalen | Totale Mjøndalen | 51+1       | 7+0        |                 | 5               | 1               |                    | -                  | -                  |            | -          | -          | 57     | 8      |
| 2021             | Haugesund        | ES               | 28         | 5          | CN              | 1               | 0               | -                  | -                  | -                  | -          | -          | -          | 29     | 5      |
| 2022             | Haugesund        | ES               | 0          | 0          | CN              | 1               | 0               | -                  | -                  | -                  | -          | -          | -          | 1      | 0      |
| 2023             | Haugesund        | ES               | 5          | 0          | CN              | 0               | 0               | -                  | -                  | -                  | -          | -          | -          | 5      | 0      |
| 2024             | Haugesund        | ES               | 22+2       | 1+1        | CN              | 1               | 0               | -                  | -                  | -                  | -          | -          | -          | 5      | 0      |
| Totale Haugesund | Totale Haugesund | Totale Haugesund | 55+2       | 6+1        |                 | 3               | 0               |                    | -                  | -                  |            | -          | -          | 60     | 7      |
| gen.-giu. 2025   | Górnik Zabrze    | EK               | 0          | 0          | CP              | -               | -               | -                  | -                  | -                  | -          | -          | -          | 0      | 0      |
| Totale           | Totale           | Totale           | 210+4      | 54+1       |                 | 14              | 3               |                    | -                  | -                  |            | -          | -          | 228    | 58     |